# Dirty Looks (песня)
«Dirty Looks» (с англ. — «Косые взгляды») — песня, написанная Лотти Голден и Ричардом Шером в 1986 году и изначально записанная американской электро-хип-хоп-группой Warp 9 для альбома Fade In, Fade Out.

## Версия Дайаны Росс
В 1987 году песню записала американская певица Дайана Росс для своего шестнадцатого студийного альбома Red Hot Rhythm & Blues. Продюсером записи выступил Том Дауд. Певица сама предложила записать песню для альбома, хотя Дауд был против, поскольку она изначально не вписывалась в концепцию нового альбома, тем не менее, Росс настояла на своём и песня нашла своё место на альбоме.
Песня стала лид-синглом в поддержку нового альбома и была выпущена 29 апреля 1987 года. Однако она не показала особого успеха ни в США, ни в Европе, где до этого певица выступала весьма успешно; лучшей позицией для сингла стала 12 строчка в американском R&B-чарте (её тридцатый сольный хит в первой двадцатке данного чарта).

### Список композиций
7" сингл
1. «Dirty Looks» (Edited Version) — 3:19
2. «So Close» — 4:13

12" сингл
1. «Dirty Looks» (Remix Version) — 7:30
2. «Dirty Looks» (Bonus Beats) — 2:47
3. «Dirty Looks» (Instrumental Version) — 5:51

### Чарты
| Чарты (1987)                          | Высшая позиция |
| ------------------------------------- | -------------- |
| Великобритания (OCC UK Singles)       | 49             |
| Канада (RPM Top Singles)              | 88             |
| Нидерланды (Single Top 100)           | 60             |
| США (Billboard Hot R&B/Hip-Hop Songs) | 12             |
| США (Jet’s Top 20)                    | 13             |
| ФРГ (GfK)                             | 58             |